# 朝鲜半岛
朝鮮半島（朝鲜语：／ Chosŏn Pando */?），韩国称韩半島（韩语：／ Han Bando），是位於東亞的半島，三面環海，有東亞橋梁之稱。朝鲜半岛东北与俄罗斯相连，西北部經鴨綠江、圖們江（朝鮮民主主義人民共和國和大韓民國稱「豆滿江」（朝鮮語/韓語：두만강））与中华人民共和国為界，东南隔朝鮮海峽与日本相望。西、南、东分别为黄海（朝鮮民主主義人民共和國稱“朝鮮西海”，大韓民國称“西海”）、朝鮮海峽、日本海（朝鮮民主主義人民共和國稱“朝鮮東海”，大韓民國称“東海”）环绕。
第二次世界大战结束后，根据1945年2月雅爾達會議的安排，原日占朝鲜由美苏两国共同托管。此后朝鲜半岛被划分为南北两块势力范围：苏联势力范围内的朝鲜民主主义人民共和国以及美国势力范围内的大韓民國。1950年6月25日，朝鲜战争爆发。苏联等共产主义阵营国家缺席，而当时美国等主导的联合国投票发动联合国军支援南韓。联合国军支援的南韓同苏联和中华人民共和国支持的北韓最终在1953年签署停火协议，朝鲜半岛沿三八线非军事区划分为两个国家政權，即今天的大韓民國和朝鲜民主主义人民共和国。

## 地理
朝鮮半岛位于东亚，东北与俄罗斯相连，北隔鴨綠江、圖們江（朝韩稱豆滿江）與中國為界，南隔朝鮮海峡（南韓稱大韓海峽［］、日本稱對馬海峡［］）与日本相望。其西东分别为黄海（朝韩稱朝鮮西海或西海）和日本海（朝韩稱朝鮮東海或東海）环绕。朝鲜半岛由半岛本土和3300个大小岛屿组成，半岛本土占全国总面积的97%。境内多山，山地和高原占全国总面积的80%。朝鮮半島在17世紀時曾長期被歐洲人誤解成一座島嶼，主要原因是當時的鴨綠江和圖們江河口都相當寬闊，儼如「海峽」段把朝鮮半島分隔於歐亞大陸之外。然而有關歐洲地理學家的論述也不完全錯誤，因為朝鮮半島北部的鴨綠江和圖們江的源頭都在長白山天池（情況與香港和深圳之間的深圳河和沙頭角河界線相似），使朝鮮半島與歐亞大陸之間沒有陸地交接點相連，被鴨綠江和圖們江一條「江峽」分隔著，成為一座事實上的「島」。氣候上，大部属温带季风气候，南端有亞熱帶季風氣候分佈區（主要集中在釜山一帶的庆尚南道、全羅南道、濟州特別自治道）。南部受日本暖流黑潮支流影響下，海洋性气候特点明显；而北部向大陆性气候过渡。夏季高温多雨，冬季寒冷干燥。年平均气温6.6-16.6℃，年平均降水量1200-1500毫米。
因朝鮮半島南北跨度有将近三千朝鮮里（1公里=3朝鮮里，朝鮮半岛南北总长1100公里，故约3000朝鮮里），因而又称“三千里江山”。
另外在地理上相較於常飽受地震或海嘯威脅的日本列島、菲律宾或是台灣，朝鮮半岛所面臨的風險都較這些鄰近地区還要來的低，另外雖也會受到颱風的侵襲，但其數量上也較邻近地區來的少。

## 气候
朝鮮半島全境屬溫帶季風氣候，夏季受溼潤的東南季風影響，冬季受乾冷的西北季風影響。朝鲜半岛南北气候差异显著。半岛南部地区与日本气候相似，受东韩暖流影响，气候相对温暖湿润。半岛北部地区气候相对寒冷，与中国东北地区的内陆气候相似。在一月份，朝鲜半岛南北温差达20摄氏度。 
不过整个朝鲜半岛在盛夏都是受到东亚季候风的影响，在秋季都有频繁的台风。大部分的降雨是在夏季，将近一半的年降雨发生在季风时节。除了济州岛外，朝鲜半岛在冬季气温都低于零摄氏度。冬季降水稀少，除山区外很少有积雪。

## 植被
朝鲜半岛已知植物种类有3000多种，其中500多种为朝鲜半岛特有物种。朝鲜半岛气候可分为暖温带、中温带、寒温带。暖温带分布在半岛南部海岸和济州岛。植被为阔叶常绿植被。半岛大部分地区为中温带，植被以韩松，阔叶落叶植物为主。朝鲜半岛北部和山区是寒温带，植被以落叶松和杜松为主。

## 礦產
礦產方面，北部的礦產則比南部丰富的多，礦產數目亦餘300多種，其中以鎂的儲藏量最大宗，約有100億噸，其它包括鋅、鉛、銅、鐵礦砂、金、銀、褐煤、無煙煤。

## 历史
根据考古所得，在数十万年前，朝鮮半島之上已有原始人类居住。朝鮮半島的旧石器时代始于公元前50万年，公元前10世纪开始进入青铜器时代。到了公元前4世纪进入铁器时代。传说在公元前24世纪（約公元前2333年），朝鮮半島北部形成了檀君古朝鲜（意为“宁静晨曦之国”）。
中国山东嵎夷人融入中华文化的同时，随着部分嵎夷族人经辽东半岛东迁至朝鲜半岛等地，嵎夷文化也进入到朝鲜半岛和日本这些地区。可能成为了濊貊 東濊人。
前三国时期，朝鲜半岛北部及中国东北分布着夫餘、沃沮、濊貊、東濊等东北亚部落，朝鲜半岛南部为三韩部落。进入4世纪以后，高句丽在鸭绿江流域兴起，统一北部的各部落国家及灭汉四郡。在西南部，百济消灭了马韩54国。东南部的辰韩也由12国合并为新罗。弁韓12国被伽倻所吸收。伽倻後來又與新羅融合。朝鮮半島形成高句丽、新罗、百济三国鼎立时期，史称“朝鲜三国时代”。公元7世纪，新罗联合唐朝先后灭了朝鮮半島的百济和高句丽。
676年罗唐战争后，新罗统一朝鮮半岛大同江以南。大同江以北的高句丽故地被唐朝和渤海国等继承。904年，新罗僧人金弓裔建立“摩震国”。
918年，泰封国（摩震国改名）大将王建建立高丽王朝，此后定国号“高丽”（高丽时代阿拉伯商人将朝鲜半岛的情况传到欧洲世界，英语以及其他欧洲语言中“Korea”（Corea）一词的语源就是“高丽”。），此後全面統一朝鮮半島。朝鲜半岛深受中国儒家思想以及佛教的影响。
1392年，高丽大将李成桂改元建国，并由明太祖定国号为朝鮮，史称“朝鮮王朝”。1895年，甲午战争后，马关条约中协定了清朝承认朝鲜自主，朝鮮终止与清朝的册封关系，並建立了大韓帝國。
1910年“日韩合并”。力爭使朝鮮半岛從日本獨立的大韩民国临时政府于1919年4月13日在中国上海成立，并隨當時抗日的中華民國國民政府于1940年到达重庆。
1945年2月，第二次世界大战结束后，根据雅爾達會議的安排，朝鲜半岛由美苏两国以三八线为界共同托管。此后朝鲜半岛被划分为南北两块势力范围：北部由蘇聯軍事政府管理，南部則由美國軍政廳統治。兩者分別於1948年獨立為“朝鲜民主主义人民共和国”（조선민주주의인민공화국，简称“朝鮮”）及“大韓民國”（대한민국，简称“韓國”）。1950年6月25日，朝鲜战争爆发。因苏联等社會主義國家缺席，导致当时美国等主导的联合国投票发动了联合国军支援韩国。联合国军支援的大韩民国同苏联和中华人民共和国支持的朝鲜民主主义人民共和国最终在1953年签署停火协议，朝鲜半岛沿三八线非军事区划分为两个主權國家。

## 外部連結
- 地理坐标： 37°30′N 127°00′E / 37.500°N 127.000°E
- 韩国在线 （页面存档备份，存于）（中文）

## 參见
- 朝鮮 (地區)
- 东北亚
- 大韓民國
- 朝鮮民主主義人民共和國
  - 北韓植物相
- 韓國 (消歧義)
- 韓
- 朝鲜民族
- 朝鲜 (称谓)
- 高麗
- 济州岛
- 朝鮮半島南北關係
  - 朝鮮半島衝突